# Walter Durbano
Walter Durbano (* 31. März 1963) ist ein ehemaliger italienischer Marathonläufer.
1990 wurde er Zweiter beim Turin-Marathon. Im Jahr darauf gewann er dieses Rennen in 2:10:03 h, wobei die Strecke sich als ca. 500 m zu kurz erwies. 1992 wurde er Sechster beim New-York-City-Marathon, und 1993 wurde er als Gesamtsieger in Turin italienischer Meister mit seiner persönlichen Bestzeit von 2:11:13 h. Im selben Jahr kam er beim im Rahmen des San-Sebastián-Marathons ausgetragenen IAAF-Weltcup-Marathon auf den 13. Platz.
Bei den Leichtathletik-Europameisterschaften 1994 in Helsinki belegte er den 30. Platz. 1995 wurde er Zweiter in Turin.